# Bramham Motors

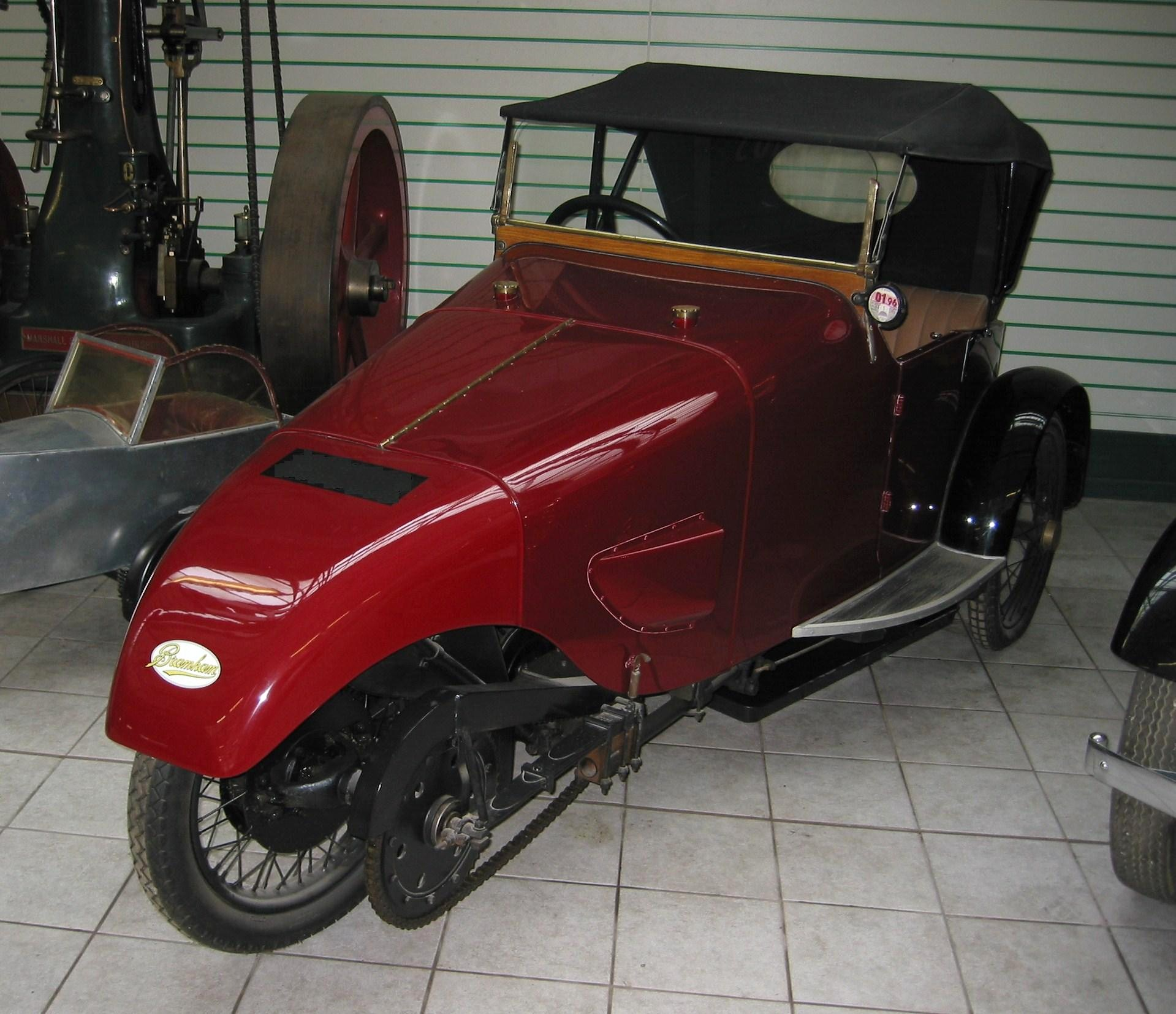
Bramham

Bramham Motors Limited war ein britischer Hersteller von Automobilen.

## Unternehmensgeschichte
Das Unternehmen aus Leeds begann 1922 als Nachfolgeunternehmen von Stanhope Motors (Leeds) Limited mit der Produktion von Automobilen. 1924 wurde daraus Stanhope Brothers Limited.

## Fahrzeuge
Das einzige Modell 8 HP war ein Dreirad. Der Motor befand sich hinter dem einzelnen Vorderrad und trieb das Vorderrad an. Es kam ein V2-Motor von J.A.P. zum Einsatz. Das Fahrzeug hatte eine zweisitzige Torpedo-Karosserie.
Ein Fahrzeug dieser Marke war im Yorkshire Motor Museum in Batley zu besichtigen.